# Carmina !
Série
Carmina o revienta
(2012)
Pour plus de détails, voir Fiche technique et Distribution.
Carmina ! (Carmina y amén) est un film espagnol réalisé par Paco León, sorti en 2014.

## Synopsis
Une femme cherche à cacher la mort de son mari.

## Fiche technique
- Titre : Carmina !
- Titre original : Carmina y amén
- Réalisation : Paco León
- Scénario : Paco León
- Musique : Fran M. M. Cabeza de Vaca
- Photographie : Juan González
- Montage : Ana Álvarez Ossorio
- Production : Álvaro Augustin, Ghislain Barrois et Paco León
- Société de production : Andy Joke, Canal+ España, Mediaset España et Telecinco Cinema
- Société de distribution : Bodega Films (France)
- Pays :  Espagne
- Genre : Comédie noire
- Durée : 100 minutes
- Dates de sortie : 
  - Espagne : 30 avril 2014
  - France : 27 juillet 2016

## Distribution
- Carmina Barrios : Carmina
- Paco Casaus : Antonio
- María León : María
- Yolanda Ramos : Yoli
- Mari Paz Sayago : Mari
- Teresa Casanova : Teresa
- José Manuel López Valdehíta : José Manuel
- María León : Marina
- Alejandro León : Alejandro
- Juanfra Juárez : Juanfra
- Fran Jiménez : Fran
- Felipe Núñez : Felipe
- Julio Fraga : Julio
- Ana María García : Ani
- Lola Román : Lola
- Antonio León : Antonio
- Estefanía de los Santos : Fany
- Assane Dath : Roger

## Distinctions
Le film a été nommé au prix Goya du meilleur espoir féminin pour Yolanda Ramos.